# Darren Archibald
Darren Archibald, född 9 februari 1990 i Newmarket, är en kanadensisk professionell ishockeyspelare.
Archibald tillhör NHL-organisationen Ottawa Senators och spelar för deras farmarlag Belleville Senators i AHL.
Han har tidigare spelat på NHL-nivå för Vancouver Canucks och på lägre nivåer för Utica Comets och Chicago Wolves i AHL, Kalamazoo Wings i ECHL samt Niagara IceDogs och Barrie Colts i OHL.
Archibald blev aldrig draftad av något lag.
Den 2 januari 2019 blev han tradad från Vancouver Canucks till Ottawa Senators tillsammans med Anders Nilsson i utbyte mot Mike McKenna, Tom Pyatt och ett draftval i sjätte rundan 2019.